# Secretariat
Secretariat (* 30. März 1970; † 4. Oktober 1989) war ein US-amerikanisches Rennpferd, das viele für das beste aller Zeiten halten. Auf der Liste der 100 besten amerikanischen Rennpferde des 20. Jahrhunderts, zusammengestellt vom Blood-Horse Magazine, ist er nach Man o’ War die Nummer 2. Sein Spitzname war „Big Red“, nach Man o' War, der ebenfalls so genannt wurde. Beide waren sehr große Pferde, während die Nummer 3, Citation, eher klein und drahtig war.

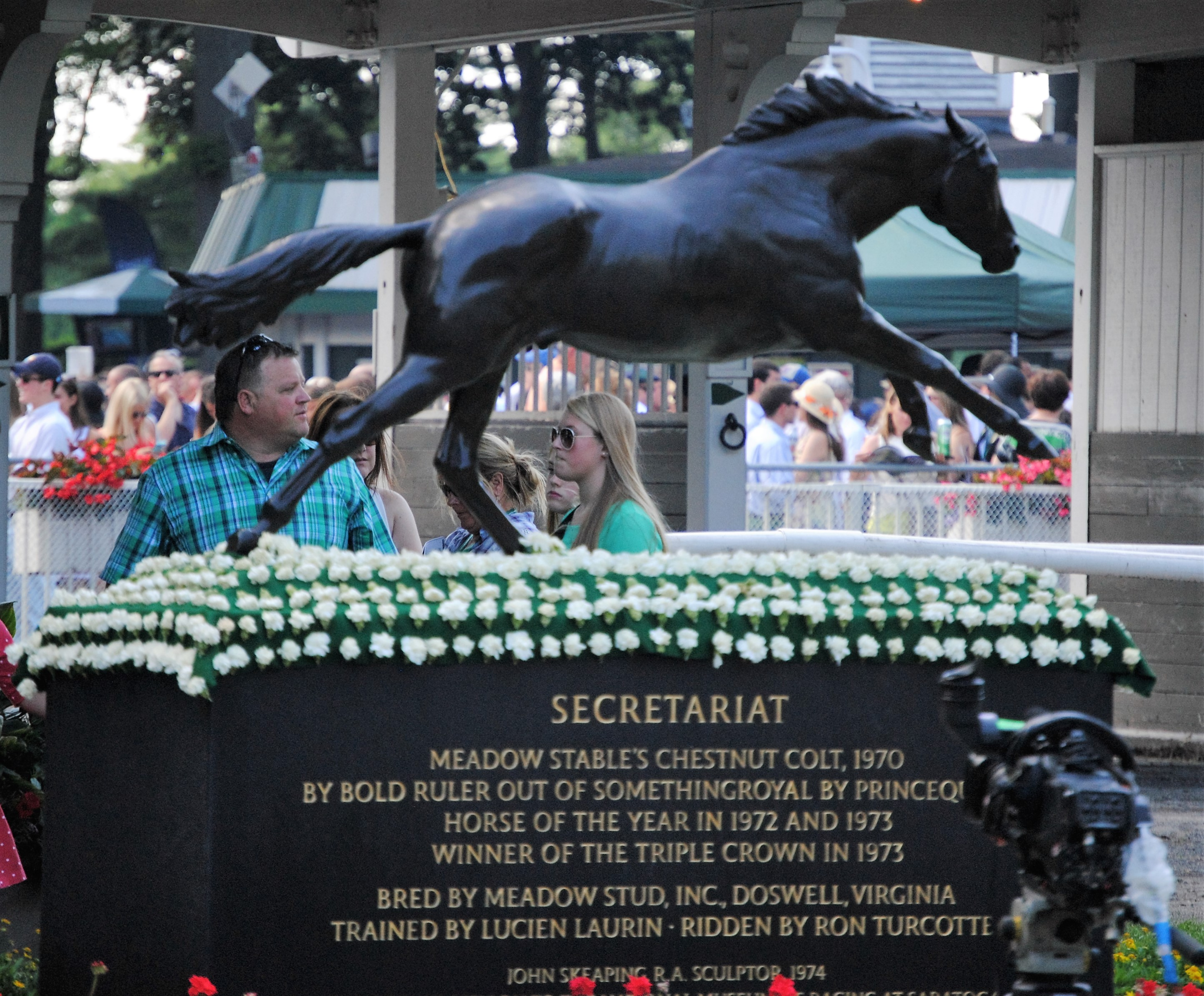
Statue von Secretariat im Belmont Park

Sein Vater war Bold Ruler, seine Mutter Somethingroyal. Secretariat wurde auf Meadow Stables Farm in Doswell, Virginia geboren. Eigentümerin war Helen „Penny“ Chenery (geschiedene Tweedy, 1922–2017), Trainer der Kanadier Lucien Laurin (1912–2000), und sein Jockey der Kanadier Ron Turcotte. Secretariat gewann 1973 das Kentucky Derby, die Preakness Stakes und die Belmont Stakes und wurde nach 25 Jahren der erste Triple-Crown-Gewinner, seit Citation diesen Titel im Jahr 1948 gewonnen hatte. Viele Fans glaubten schon, dies werde nie mehr geschehen. Secretariats Streckenrekorde im Kentucky Derby und in den Belmont Stakes sind bis heute nicht wieder erreicht worden, und der zweite ist gleichzeitig bis heute Weltrekord über anderthalb Meilen (2,4 km) auf einem „Dirt Track“. Im Jahre 2012 wurde Secretariat nach langwieriger Diskussion auch der offizielle Streckenrekord für die Preakness Stakes zugesprochen.
Secretariats stärkster Konkurrent beim Kentucky Derby war Sham, der mit seiner Zeit von 1:59 4/5 sowohl vorher als auch nachher jedes andere Rennen auf dieser Strecke gewonnen hätte. Dritter wurde Our Native, 8 Längen hinter Sham.
Beim Preakness Stakes Rennen hatte er es wieder mit Sham zu tun, der wieder Zweiter wurde. Secretariat gewann mit zweieinhalb Längen Vorsprung, während Our Native wieder mit 8 Längen hinter Sham Dritter wurde.
Dann kam das Belmont-Stakes-Rennen, bei dem nur 4 Konkurrenten gegen Secretariat antraten. Sham war wieder dabei, hielt auch anfangs gut mit, fiel aber dann zurück und wurde Letzter. Secretariat gewann mit 31 Längen Vorsprung, bei einem der dramatischsten Pferderennen, das jemals stattgefunden hat.
Secretariat war in diesem Jahr auf den Titelblättern wichtiger Magazine zu sehen, dem Time Magazine, Newsweek und Sports Illustrated.
Seine sportlichen Fähigkeiten wurden besonders deutlich, nachdem man festgestellt hatte, dass er beim Kentucky Derby jede Viertelmeile jeweils schneller gelaufen war als die davor. Normalerweise werden Pferde während des Rennens immer langsamer.
Auf einer von ESPN erstellten Liste der 100 größten Athleten aller Zeiten war er Nummer 35, neben den Pferden Man o’ War und Citation eines von drei Tieren auf dieser Liste.
Secretariat wurde zweimal als Pferd des Jahres gewählt und war das erste Pferd, das im Alter von zwei Jahren diese Auszeichnung erhielt. 1974 wurde Secretariat in die Hall of Fame des National Museum of Racing aufgenommen.
Nach der Rennsaison 1973 wechselte Secretariat in die Zucht und bezog auf der Claiborne Farm die Box seines Vaters Bold Ruler. Die damit ausgedrückte Erwartung, dass er in der Zucht diesem nachfolgen würde, erfüllte sich nicht. Trotzdem zeugte er eine ansehnliche Zahl von Siegern, z. B. das Pferd des Jahres 1986 Lady’s Secret und den Preakness- und Belmont-Stakes-Gewinner von 1988, Risen Star. Seine stärksten Spuren in der Zucht hinterließ er aber als Vater der Mütter von Storm Cat (1983–2013), Gone West (1984–2009) und A.P. Indy (1989–2020), die wesentlich erfolgreichere Vererber als er selbst waren. A.P. Indy war über seinen Vater, den Triple Crown Sieger Seattle Slew (1974–2002), zudem noch Ururenkel von Bold Ruler in der Manneslinie und revitalisierte dessen Hengstlinie zur zweitbedeutendsten der USA. So hat Secretariat wenigstens indirekt doch noch entscheidend zum Erhalt der Hengstlinie seines Vaters beigetragen.
Im Herbst 1989 bekam Secretariat Laminitis, eine schmerzhafte Hufkrankheit, und wurde am 4. Oktober eingeschläfert. Er ist auf der Claiborne Farm in Paris, Kentucky beerdigt, und erhielt dabei die höchste Ehrung für ein Pferd: Er wurde im Ganzen beerdigt, während sonst traditionell bei Rennpferden nur der Kopf, das Herz und die Hufe beigesetzt werden.
Bevor er beerdigt wurde, fand an der Universität von Kentucky eine Autopsie statt, bei der festgestellt wurde, dass Secretariat buchstäblich ein großes Herz hatte. Normalerweise haben Pferde ein Herz mit einem Gewicht von ca. 3,2 kg – seines wog 9,6 kg.
Am 16. Oktober 1999 brachte die US-Post eine Briefmarke mit seinem Abbild heraus.
Im Jahre 2010 wurde Secretariats Leben mit dem deutschen Titel „Secretariat – Ein Pferd wird zur Legende“ von Walt Disney mit Diane Lane in der Rolle der Besitzerin Penny Chenery und John Malkovich als Secretariats Trainer Lucien Laurin verfilmt. In der 2014 entstandenen Erwachsenen-Animationsserie BoJack Horseman strebt der Protagonist Bojack, ein abgehalfterter Schauspieler, die Rolle seines, in der Serie bereits verstorbenen, Kindheitsidols Secretariat an und bekommt diese schließlich. Secretariat – ein Pferdemensch wie Bojack – tritt in der Serie in mehreren Rückblenden als berühmter Läufer auf, der sich schließlich wegen eines Wettskandals durch den Sprung von einer Brücke das Leben nimmt.
Rennen als Zweijähriger
- Siege:

Sanford Stakes
Hopeful Stakes
Belmont Futurity
Laurel Futurity
Garden State Stakes
Champagne Stakes (disqualifiziert als Zweiter)
Rennen als Dreijähriger
- Siege:

Kentucky Derby (Neuer Bahnrekord)
Preakness Stakes (Neuer Bahnrekord)
Belmont Stakes (Neuer Weltrekord)
Bay Shore Stakes
Gotham Stakes (Eingestellter Bahnrekord)
Arlington Invitational
Marlboro Cup (Neuer Weltrekord)
Man O' War Stakes (Neuer Streckenrekord)
Canadian International
- Zweiter:

Woodward Stakes
Whitney Stakes
- Dritter:

Wood Memorial Stakes